# Sant Feliu de Cartellà
Sant Feliu de Cartellà és una església del municipi de Sant Gregori (Gironès).

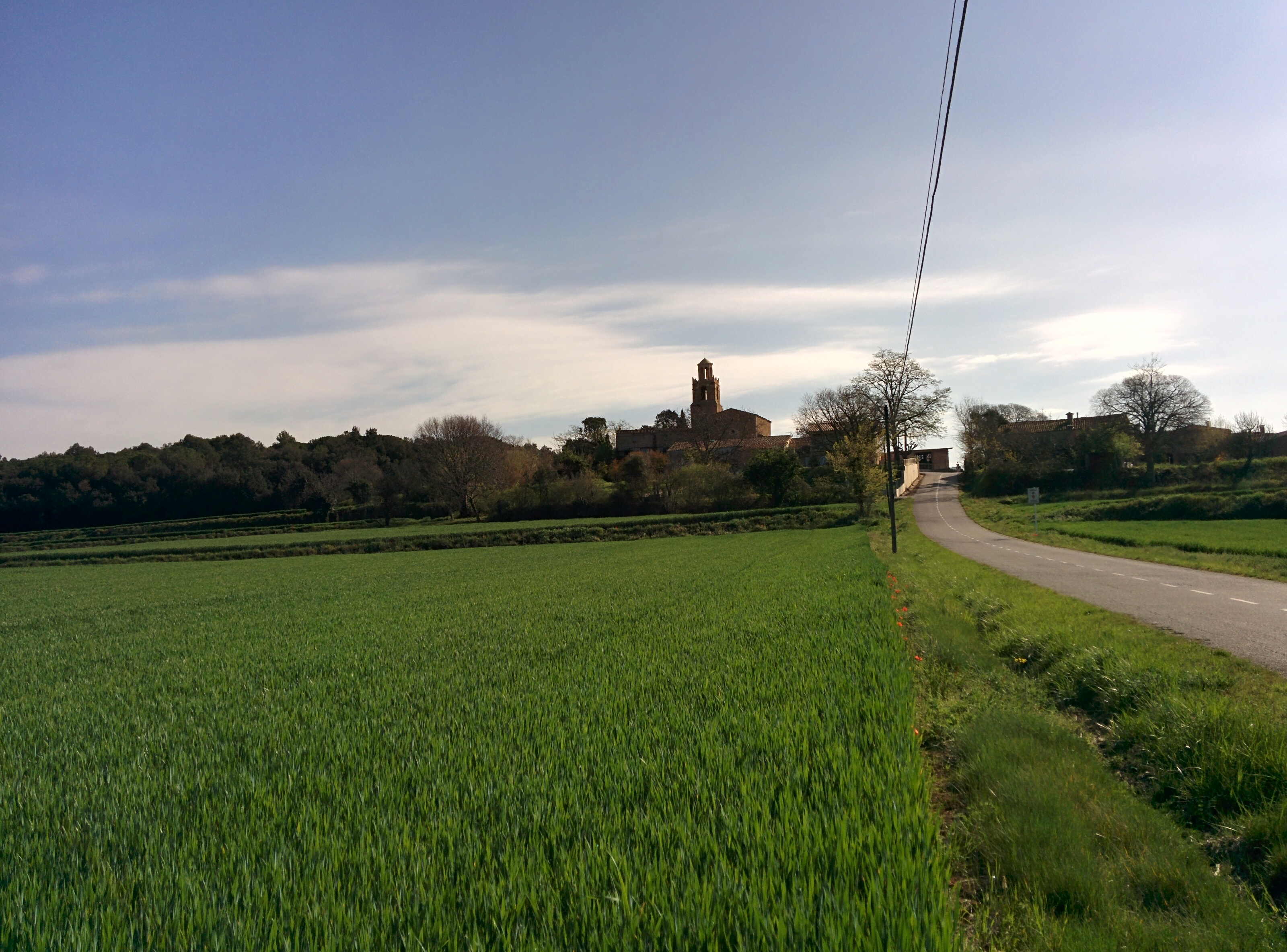

Es tracta d'un edifici de planta rectangular estructurat interiorment en una sola nau, capelles laterals i absis a la part posterior. Les parets portants són de carreus ben tallats a la façana principal i de maçoneria amb restes d'arrebossat a la resta de façanes. La coberta és de teula àrab a dues vessants acabada amb un ràfec d'una filera de teula i una de rajola pintada. La façana principal presenta un portal d'estil renaixentista fet amb pedra nummulítica de Girona, igual que les cantonades, amb pocs elements ornamentals. El campanar està adossat en un lateral de la part posterior, és de planta quadrada amb un alt basament i el remat final és de planta octogonal amb unes arcades en forma d'arc de mig punt. Adossat al cantó esquerre hi ha l'antiga rectoria de l'any 1700 i a la banda dreta el cementiri.
Des de fa segles l'església és dedicada a Sant Feliu l'Africà, màrtir de Girona. En el mateix lloc hi ha constància de l'existència d'una capella preromànica del segle ix. En un document del segle xi (1035) es fa referència a l'església de Sant Feliu de Cartellà, possiblement en aquesta època ja era una construcció romànica. L'actual església és del segle xviii. L'any 1984 va ser restaurada.